# Neopsylla specialis
Neopsylla specialis är en loppart som beskrevs av Jordan 1932. Neopsylla specialis ingår i släktet Neopsylla och familjen mullvadsloppor.

## Underarter
Arten delas in i följande underarter:
- N. s. specialis
- N. s. dechingensis
- N. s. minpiensis
- N. s. schismatosa
- N. s. sichuanxizangensis